# Casa Francesc de Llança
La casa Francesc de Llança és un edifici situat a la Rambla, 31 (abans Rambla de Caputxins, 36-38) de Barcelona, al costat del Teatre Principal, catalogat com a bé amb elements d'interès (categoria C).

## Història

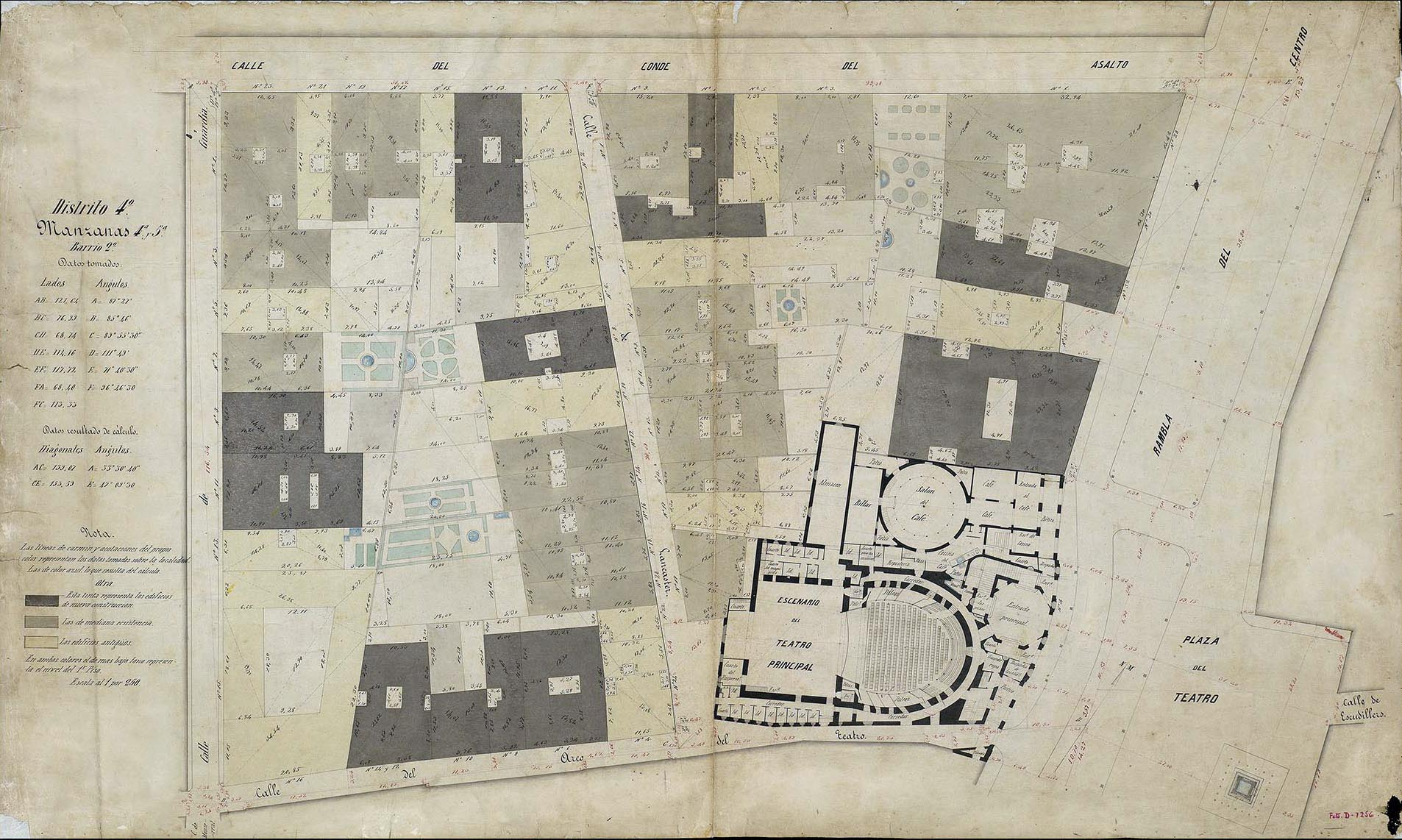
Quarteró núm. 87 de Garriga i Roca (c. 1860)

El 1859, Ferran de Segarra i Ferran, procurador del seu sogre Francesc de Llança (també escrit Llanza) i Canals, exiliat a França, va demanar permís per a construir-hi un nou edifici segons el projecte de l'arquitecte Josep Simó i Fontcuberta.
El 1861, la seva vídua Rafaela de Móra i de Llança (usufructuària) i la seva filla Mercè de Llança i de Mora (propietària) van arrendar el soterrani, baixos i entresol del nou edifici a Josep Cuyàs i Ribot, que hi va traslladar el seu cafè de les Set Portes i en va subarrendar una part als confiters Parent Germans: «Hemos observado que ha desaparecido ya el mostrador del café de las Siete Puertas. El dueño de este acreditado establecimiento, D. José Cuyás, lo traslada á la Rambla, junto al Teatro Principal, montándolo y decorándolo con un lujo y grandiosidad que […] además del café, tendrá en el propio local un buen restaurant y una buena tienda de confitería y pastelería, proponiéndose inaugurarlo todo á principios del inmediato setiembre.» Passat el termini de 15 anys, la propietària en va instar el desnonament, el qual s'acabaria produint el 1879. El 1904 s'hi instal·là el Cinematògraf Belio-Graff.
L'hereu fou Josep Maria Via i de Llança, fill de Mercè i d'Antoni Via i Puig, casat amb Madrona Parera i Torrents (†1925). El 1920, ella i els seus fills vengueren la finca a l'empresari cinematogràfic Enrique Sáenz de Buruaga i altres, que el 1925 van demanar permís per a remuntar-hi dos pisos, segons el projecte de l'arquitecte Josep Bori i Gensana.

## Descripció
Consta de planta baixa, entresol, cinc pisos i dos àtics esglaonats. Les seves dimensions li confereixen una gran representativitat, tot i la seva senzillesa compositiva, que s'organitza en cinc eixos verticals d'obertures. La porta central dels baixos adopta una forma monumental d'arc de mig punt. Al principal hi ha un balcó corregut, que destaca per l'ornamentació de les llindes, i als pisos superiors, els balcons s'agrupen dos a dos, deixant aïllat el central. El parament és d'estuc llis, llevat de l'entresol, que és amb especejament horitzontal.